# 전국 고등학교 야구 선수권 대회
전국 고등학교 야구 선수권 대회(일본어: 全国高等学校野球選手権大会)는 아사히 신문사와 일본 고등학교 야구 연맹의 주최로 매년 8월 약 2주 간의 일정으로 효고현 니시노미야시의 한신 고시엔 구장에서 열리는 일본의 고교 야구 대회이다.
5년에 한 번은 기념 대회로 실시되고 있다. 우승기의 색은 진한 주홍색으로, ‘진한 주홍색의 대우승기’(深紅の大優勝旗)라고 불린다. 대회의 이름은 ‘여름의 (고교 야구)대회’(夏の（高校野球）大会), ‘여름의 고시엔’(夏の甲子園), ‘고교 야구’(高校野球), ‘여름의 선수권’(夏の選手権) 또는 단지 고시엔(甲子園) 등으로 불리고 있다.

## 개요

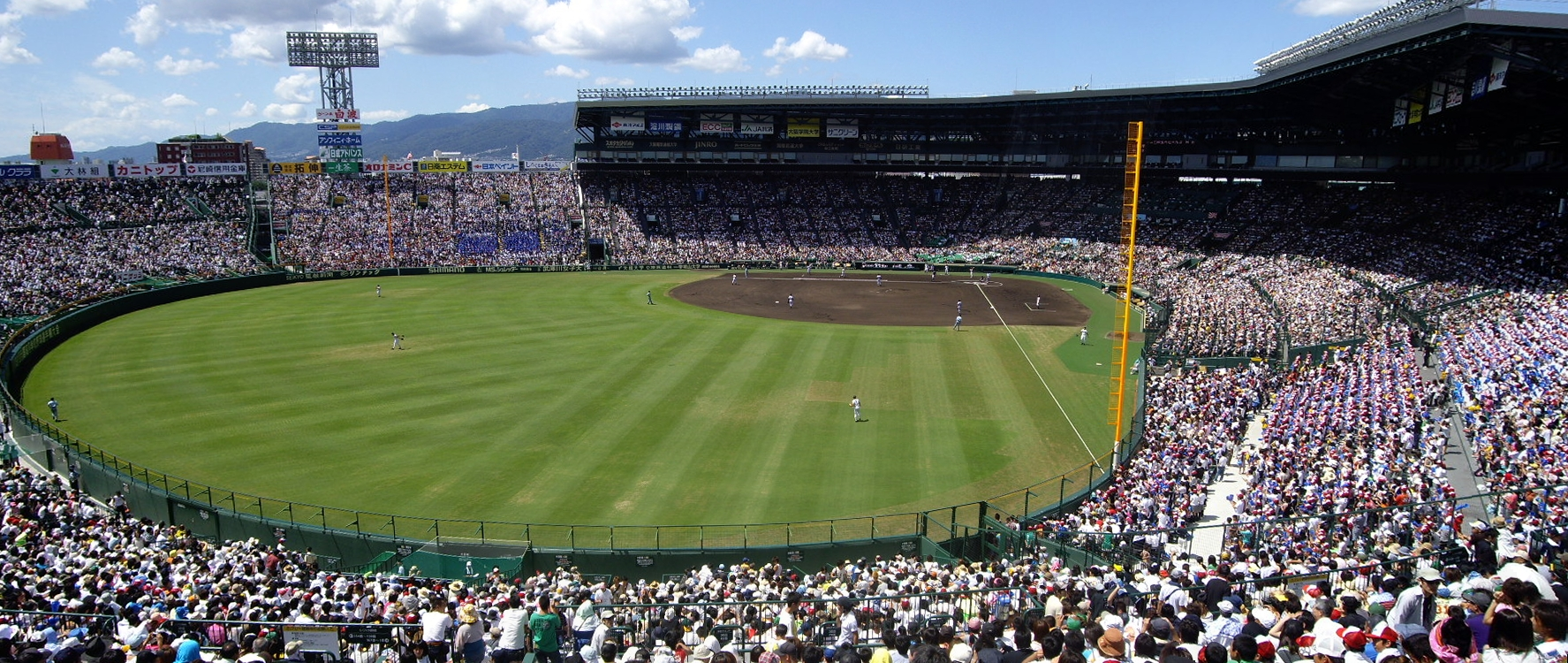
고교 야구 대회가 열리고 있는 한신 고시엔 구장

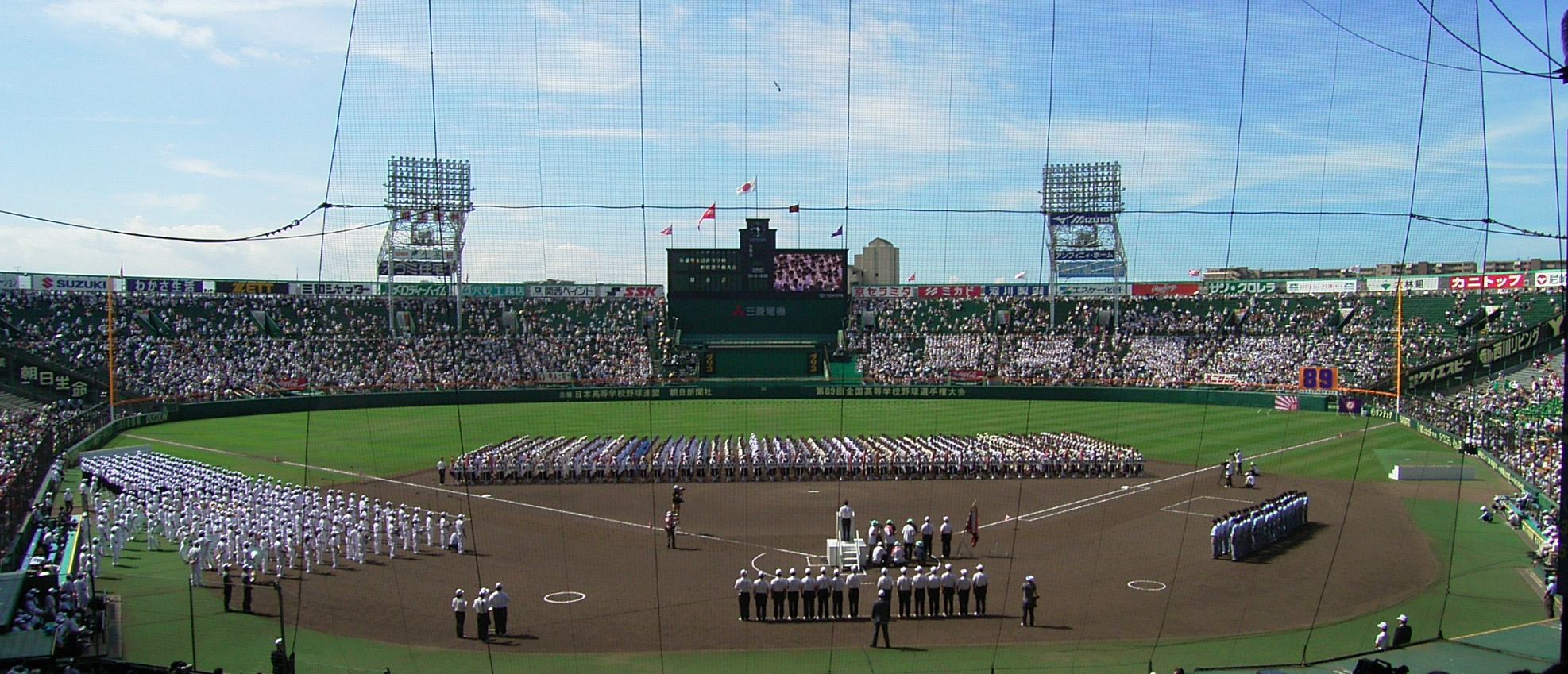
한신 고시엔 구장에서 고교 야구 대회의 개막식이 열리고 있는 모습(2007년)

### 대표 학교·지방 대회
대표 학교는 원칙적으로 각 부현 1개교씩이지만 홋카이도는 북 홋카이도·남 홋카이도는 2개, 도쿄도는 동 도쿄·서 도쿄는 2개로 나누게 되면서 합하면 49개 학교가 된다. 6월 중순부터 7월 하순에 걸쳐 실시하는 지방 대회에서 승리한 학교는 전국 대회에 참가할 수 있다. 대회는 지방 대회, 전국 대회 모두 녹아웃 토너먼트로 개최된다. 또한 제59회(1977년)까지(기념 대회를 제외함) 학교 수가 적은 부현은 2개 부현이 1개의 대표를 선정하고 있었다.
1패도 용납되지 않는 토너먼트 방식의 예선에서 이기는 것은 모든 팀에게 매우 어렵다고 여겨지고 있다. 또, 전국의 참가 학교는 현재 약 3,700개 이상이다. 도도부현 별로는 제60회(1978년) 이후 250개의 참가 학교가 있는 홋카이도와 도쿄도에서 각 2개 학교를 내는 것 외는 40개 학교 미만(예 : 야마나시현·후쿠이현·와카야마현·돗토리현·가가와현·도쿠시마현·고치현)의 작은 지구에서도, 150개 학교 이상(예 : 사이타마현·지바현·가나가와현·아이치현·오사카부·효고현)의 큰 지구에서도 각 부현 모두 1개 학교씩 뿐이다. 특히 제92회(2010년)현재, 아이치 현의 지방 대회는 참가 학교가 가장 많기 때문에 대단히 좁은 문이 되고 있는 것으로 여겨진다. 반대로 참가 학교가 제일 적은 지방 대회는 돗토리 현이다.
또한 제80회(1998년) 이후로는 종래대로 홋카이도와 도쿄 도를 포함하고 참가 팀이 150개 학교를 넘는 사이타마 현·지바 현·가나가와 현·아이치 현·오사카 부·효고 현의 6개 부현이 각각 참가팀 2개 학교로 확대되었다. 제90회(2008년) 대회에서도 제80회와 같이 앞의 6개 부현이 2개 학교로 확대되고 있다.
지방 대회의 기본적인 룰은 선발 고등학교 야구 대회와 같이 개최 연도의 공인 야구 규칙, 고교 야구 특별 규칙 등에 준거하면서 행해진다. 지방 대회에서는 득점 차이에 의한 콜드 게임 제도가 실시되고 있는데 단, 결승전에 대해서는 콜드 게임이 적용되지 않는다.

### 경기 편성
편성 추첨은 대회 직전에 열리는 대진표 편성 추첨회에서 우선 3회전의 편성을 결정한다(아울러 선수 선서자도 결정된다). 준준결승 4경기와 준결승 2경기는 그 때마다 한신 고시엔 구장에서 결정된다. 배정제는 시행되어 있지 않았기 때문에 첫 경기에서 주목을 받는 학교끼리의 대전이 성사되는 일도 있다. 애초에는 선발 고등학교 야구 대회와 같이 한 번의 추첨으로 결승전까지의 대전을 결정하고 있었다. 그러나 제40회(1958년), 제45회(1963년)는 기념 대회로서 1현 1대표 제를 뽑아 출전 학교 수가 증가했기 때문에 현행과 동일하게 우선 3회전의 편성을 결정해 준준결승과 준결승은 그 때마다 고시엔 구장에서 결정되는 방식을 선택했다.
그 후 1현 1대표제가 된 제50회(1968년), 제55회(1973년)의 기념 대회와 제60회(1978년) 이후 제76회(1994년)까지는 첫 경기가 대회 직전에 결정하여 그 후의 편성은 고시엔에서 추첨에 의해 결정하고 있었지만 한신·아와지 대지진으로 인한 교통 장애, 혹은 선수들의 건강 관리상 경기 스케줄의 균일화를 도모하는 것으로 인해 제77회(1995년)부터 다시 이 방식으로 되돌아갔다(이 때 1일 4경기 일의 개시 시각도 8:00개시부터 30분 뒤로 8:30개시가 되었다).
추첨 시대 초기에는 서로 인접하고 있는 현이 첫 경기에서 대전하는 것도 드물지 않았지만 제60회(1978년) 이후 1현 1대표 제가 되고 나서는 인접한 현끼리의 대전을 피하기 위해 도카이·긴키·호쿠신에쓰 지구를 경계로 동서 대결 방식으로 추첨하는 형태가 제88회(2006년)까지 29년간 계속되고 있었다. 그러나 반대로 도카이·긴키·호쿠신에쓰의 인접한 현끼리가 첫 경기에서 부딪치는 폐해도 몇 차례나 있었기 때문에 제89회(2007년)부터는 동서 대결 방식을 폐지해 제59회(1977년) 대회 이후 30년 만에 자유로운 추첨식으로 되돌렸다. 단, 지금까지 대로 도쿄 도, 홋카이도에 관해서는 첫 경기에서 직접 맞지 않게 배려하고 있다.
준준결승전의 경우 제84회(2002년)까지는 1일 4경기를 일괄적으로 개최하고 있었지만 제85회(2003년)부터 선수의 건강 관리를 생각해 1일 2경기씩의 2일간 개최하는 것으로 변경했다. 단, 우천 중지에 의한 일정 지연이 3일간 이상 계속되었을 경우에는 일정 소화의 관계로 4경기를 일괄 개최하는 관계로 인해 오랜 세월 8월 8일에 거의 고정되고 있던 개막일이 1~2일 정도 앞당김으로 해서 열리게 되었다.

### 여름 대회에 있어서의 고시엔의 흙

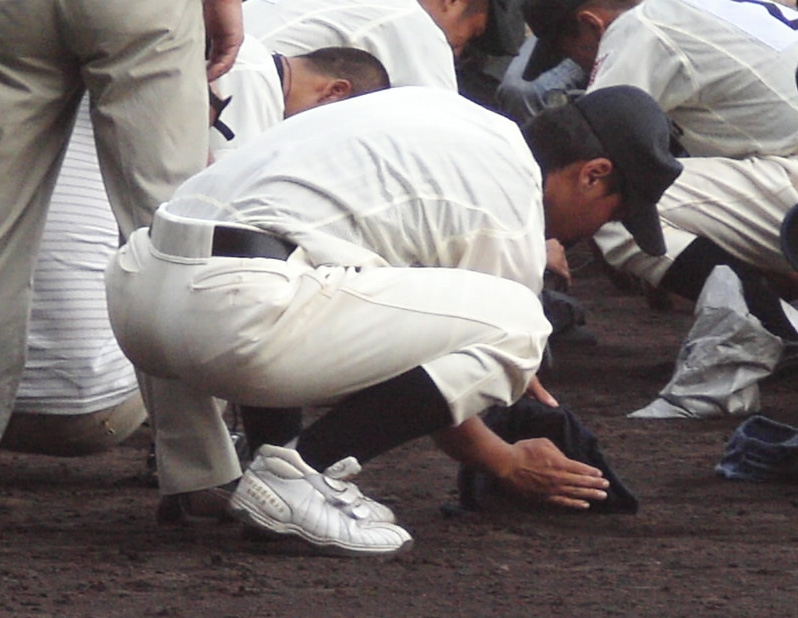
고시엔 구장의 흙을 모으고 있는 고교 야구 선수들

3학년 부원에게 있어 이 대회에서 패배하면 고교 야구 생활이 끝난다고 하는 의미를 담아 ‘여름이 끝난다’(夏が終わる)라고 표현하는데 패배한 팀이 고시엔 구장의 흙을 가지고 돌아가는 광경이 전통이 된 이것은 제28회(1946년) 대회가 처음이며 준결승에서 그 해의 우승 학교인 나니와 상업고등학교에 패한 도쿄 고등 사범 부속중학교(현 쓰쿠바 대학 부속 중학교·고등학교)의 감독이 ‘자, 5학년(최상급생)은 괜찮으니까 나머지는 자신의 포지션에 가서 흙을 털어가지고 와라. 내년에 다시 여기에 돌려주러 오자’(さあ、5年生（最上級生）はいいから、他は自分のポジションへ行って土を取ってこい。来年、またここへ返しに来よう)라고 말해서 선수들이 각 포지션의 흙을 손수건에 싸 가지고 돌아갔던 일을 시초로 본다.
또한 우승·준우승한 학교가 흙을 주워 모으는 장면은 텔레비전 방송으로 내보내지 않기 위해 대회 도중에 패배한 팀만이 하는 것으로 오해받는 경우도 있지만 실제로 우승·준우승한 학교도 폐회식이나 기념 사진 촬영, 인터뷰 종료 후, 마운드를 떠나기 직전에 흙을 줍고 있다. 또 1·2학년 안에는 한번 더 돌아온다고 하는 의미를 담아 가지고 돌아가지 않는 사람도 있다.

### 대회 노래
대회 노래는 제29회(1947년)까지 야마다 고사쿠가 작곡하고 육군 도야마 학교 합창단이 노래한 ‘전국 중등 학교 우승 야구 대회의 노래’, ‘공훈을 쌓아 공격을 그치지 말자’등 문어체로 가사가 통일되어 있다. 선발 고등학교 야구 대회의 대회 노래는 ‘전국 선발 중등 학교 야구 대회의 노래’이며 작곡자, 가창자가 레코드 라벨이 같았지만 곡조와 가사 사이에 손장단이 삽입되어 있는 등 ‘전국 중등 학교 우승 야구 대회의 노래’ 와는 많은 차이가 난다.
‘영광은 너에게 빛난다’(栄冠は君に輝く)는 야마다에게 심취하고 있던 고세키 유지가 작곡하면서 ‘전국 고등학교 야구 대회의 노래’의 부제가 더해졌고 이토 히사오와 콜롬비아 남성 합창단이 불렀으며 1949년에 닛폰 콜롬비아로부터 레코드를 발매, 제30회(1948년)부터 대회 노래가 되었다.

### 개회식
1. 개회사
개회사가 끝난 후 팡파레가 울린다.
2. 선수 입장
우측 관중석과 1루쪽 관중석 사이에 설치된 문을 통해 입장한다. 곡은 ‘대회 행진곡’(작곡 : 야마다 고사쿠)이며 봄의 선발 고교 야구 대회와는 달라 유행가에 의한 입장 행진곡의 설정은 없다. 선도자·국기·대회기의 순서대로 입장한데 이어 각 학교는 전년도에 우승한 학교부터 입장하면서 외야 측에 정렬하고 참가한 모든 학교가 갖추어지는 것과 동시에 선수는 백네트 방향에 전진한다.
제31회 대회(1949년)부터 니시노미야 시립 니시노미야 고등학교 2학년의 여학생이 국기와 대회기, 대표 학교의 플래카드를 가지고 있다(일명 플래카드 걸).
3. 국기 게양·대회기 게양
4. 우승기 반환
5. 선수 선서
6. 대회노래 연주·선수 퇴장

### 폐회식
1. 선수 입장·정렬
2. 심판위원장의 강평
일본 고등학교 야구 연맹 회장에 의한다.
3. 우승기 수여
4. 우승 상패 수여
5. 준우승 상패 수여
6. 우승 메달 수여
7. 준우승 메달 수여
8. 대회 회장의 폐회사
아사히 신문사 사장에 의한다.
9. 대회기 강하(대회노래 연주)
10. 국기 강하(국가 연주)
11. 장내 일주(대회노래 연주)
12. 퇴장
13. 작별의 노래 연주

### 해외 원정
대회 종료 후 기본적으로 상위권에 진출한 학교의 3학년 선수들을 모으고 국제 친선을 주목적으로 한 해외 원정 팀이 짜여진다. 행선지는 주로 미국에서(대한민국, 브라질에의 원정 실적도 있어)2006년 이후에는 어번 유스 아카데미(캘리포니아주 콤프턴에 있는 메이저 리그의 야구 진흥·선수 육성 기관)와의 대전이 짜여지고 있다.
선수 및 코칭 스태프의 모자 마크는 ‘J’, 가슴에 새긴 문자는 ‘JAPAN’, 소매에 일장기를 새기면서 수십 년간 변함없는 간소한 디자인의 유니폼(흰색 및 그레이지)을 착용한다. 또 등번호는 1(우승 투수)부터 투수→포수→내야수→외야수의 순서에 의해 배분된다(즉, 투수는 등번호가 거의 한 자릿수, 야수는 등번호가 반드시 10번대가 된다).
진검 승부의 장소인 AAA 세계 청소년 야구 선수권 대회 혹은 AAA 아시아 야구 선수권 대회에 출전한 연도도 있지만(그 경우 선수권에 출전하지 못한 학교의 선수나 2학년 이하의 선수가 선택된 적이 있다) 2007년의 AAA 아시아 선수권 대회부터 사용한 배트가 목제로 변경된 적도 있어 선수권 출전 선수 선발로서는 최근에 출전하지 않고 있다.

### 그 외
- 일본의 전력 공급은 전국 고등학교 야구 선수권 대회를 피크로 조정을 실시하고 있다.
- 다양한 감동적인 드라마를 낳아 생각할 수도 없는 결말을 맞는 일에 ‘고시엔에는 마귀가 있다’(甲子園には魔物が棲む)라고 전해진다.
- 매년 8월 15일은 종전 기념일이기 때문에 정오에는 선수와 관객을 포함한 전원이 1분 간의 묵념을 실시한다(사이렌도 울림). 이 때 경기는 중단한다. 또한 실제로 다양한 케이스를 피하기 위해 정오보다 조금 전부터 플레이가 중단되어 이전에 장내 방송으로 관중석에 있는 관객들에게도 묵념할 것을 요구한다. 또한 정오의 단계에서 경기 직전의 경우에는 정오는 아니고 경기 시작 직전에 실시한다. 그 예로 2010년 제92회 대회에서는 2차전인 고난 고등학교 vs 메이토쿠기주쿠 고등학교와의 경기 시작 전에 묵념을 했다.
- 2010년 기준으로, 제1회부터 모든 대회의 예선에 참가한 고등학교(개근 학교)는 전국에 15개 학교가 있다.
- 하계 올림픽 개최한 해는 개최 기간의 중복을 가능한 한 피하기 위한 일정 조정이 실시되는 경우가 있다. 대표적인 예로는 제74회 대회(1992년 바르셀로나 올림픽)는 역사상 가장 늦은 8월 10일부터, 제90회 기념 대회(2008년 베이징 올림픽)는 대회 역사상 가장 빠른 8월 2일에 각각 개막하고 있었다.

## 역사

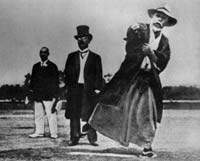
제1회 대회 당시 무라야마 료헤이 아사히 신문 사장이 시구자로 나서며 시구하는 모습

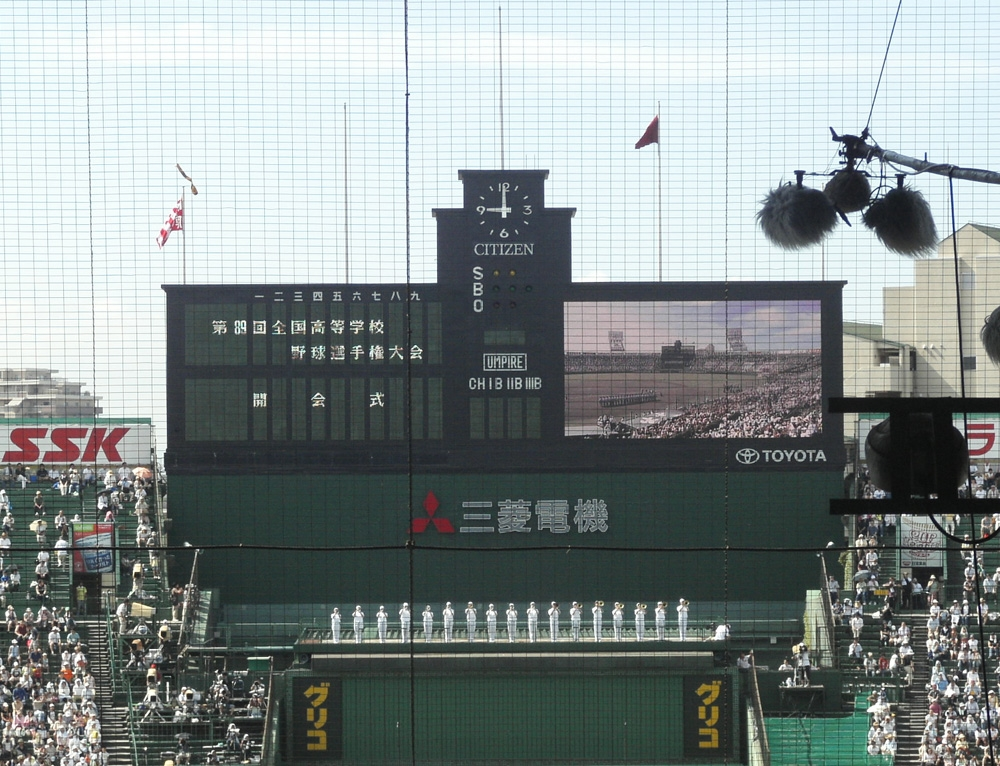
고등학교 야구 선수권 대회 개막식을 알리는 전광판의 모습(2007년 5월)

- 1915년(제1회 대회) - 전국 중등 학교 우승 야구 대회가 도요나카 구장에서 열렸다.
- 1916년(제2회 대회) - 패자 부활 제도가 시행되었다(제3회(1917년)까지).
- 1917년(제3회 대회) - 대회 장소가 나루오 구장으로 변경되었다.
- 1918년(제4회 대회) - 쌀 폭동의 영향으로 출전 학교는 모였지만 대회가 중단되었다.
- 1921년(제7회 대회) - 당시 식민지였던 조선 대표와 만주 대표가 처음으로 출전하였다. 첫 조선 대표팀은 부산공립상업학교.
- 1924년(제10회 대회) - 대회 장소가 고시엔 구장으로 변경되었다.
- 1933년(제19회 대회) - 준결승인 주쿄 상업학교 대 아카시 중학교의 경기가 연장 25회까지 치러졌다(주쿄 상업이 승리). 주쿄 상업은 제17회(1931년)부터 대회 사상 유일한 3연패 기록을 가지고 있다.
- 1940년(제26회 대회) - 전일본 중등 학교 체육 경기 총력 대회의 1부문으로서 개최, 이 대회를 마지막으로 다른 곳의 지구 예선이 소멸되었다.
- 1941년(제27회 대회) - 태평양 전쟁의 영향으로 지구 예선 도중에 중지되었다( ~ 1945년까지).
- 1946년(제28회 대회) - 전국 중등 학교 야구 연맹 결성. 한큐 니시노미야 구장에서 대회를 재개.
- 1947년(제29회 대회) - 대회장이 다시 고시엔 구장으로 변경되었다.
- 1948년(제30회 대회) - 학제 개혁에 의해 ‘전국 고등학교 야구 선수권 대회’로 명칭을 변경.
- 1954년(제36회 대회) - 미야자키현 대표 다카나베(미야자키 현립 다카나베 고등학교)가 출전하는 것을 마지막으로 당시 미국 점령 하에 있던 오키나와현 이외의 공백 현이 사라진다.
- 1956년(제38회 대회) - 첫 야간 경기(나가노현 이나키타 고등학교 대 시즈오카 현립 시즈오카 고등학교).
- 1957년(제39회 대회) - 승리한 학교의 교가 연주와 교기 게양이 실시되었다.
- 1958년(제40회 대회) - 40회 기념 대회로서 오키나와 현을 포함한 전국 각 도도부현의 대표 47개 학교로 개최되었다. 오키나와 현은 당시 미국 점령하에 있었기 때문에 오키나와 현 대표는 류큐 열도 미국 민정부가 발행하는 도항 증명서(여권과 유사)를 각자 소지하면서 참가했다. 한큐 니시노미야 구장과 2개의 대회장으로 나뉘어 개최되었는데 준준결승의 도쿠시마 현립 도쿠시마 상업고등학교 대 도야마 현립 우오즈 고등학교는 봄과 여름을 통해 첫 규정에 의한 무승부 재경기를 치렀다.
- 1959년(제41회 대회) - 홋카이도 대표가 남과 북 2개 대표로 나뉘었다.
- 1960년(제42회 대회) - 타자용 헬멧의 착용이 의무화되었다.
- 1962년(제44회 대회) - 사쿠신가쿠인 고등학교가 사상 최초로 봄과 여름 대회의 연패를 달성했다.
- 1963년(제45회 대회) - 45회 기념 대회로서 전국 각 도도부현(홋카이도는 2 대표)과 오키나와 현(당시 미국 점령하에 있었다)의 대표를 포함한 48개 학교로 개최. 이 때문에 한큐 니시노미야 구장과 2개의 대회장으로 나뉘어 개최되었다.
- 1965년(제47회 대회) - 주자에 대해서도 헬멧의 착용이 의무화.
- 1966년(제48회 대회) - 주쿄 상업고등학교가 봄과 여름 대회의 연패를 달성했다.
- 1968년(제50회 대회) - 50회 기념 대회로서 전국 각 도도부현(홋카이도는 2개 대표)과 오키나와현(당시의 미국 점령하)의 대표를 포함한 48개 학교로 개최. 니시노미야 구장은 사용하지 않고, 전 경기를 고시엔 구장에서 개최했다. 이후 모든 대회가 고시엔 구장에서 개최되고 있다.
- 1969년(제51회 대회) - 에히메 현립 마쓰야마 상업고등학교와 아오모리 현립 미사와 고등학교의 경기가 봄과 여름을 통틀어 사상 최초의 결승전 무승부 재경기가 되었다. 다음날의 재경기에서는 마쓰야마 상업고등학교가 승리하여 우승했다.
- 1970년(제52회 대회)부터 2000년(제82회 대회)까지 폐회식에서 국기·대회기의 강납과 결승 진출한 학교의 선수가 백 스크린의 게양대에 올라가 있었다.
- 1972년(제54회 대회) - 귀 보호 헬멧의 착용이 의무화되었다.
- 1973년(제55회 대회) - 55회 기념 대회로서 전국 각 도도부현(홋카이도는 2대표)과 오키나와(전년도에 미국에서 일본으로 반환)의 대표를 포함한 48개의 학교로 개최했다.
- 1974년(제56회 대회) - 금속 배트를 도입, 도쿄 대표가 동과 서 2대표로 나뉘었다.
- 1978년(제60회 대회) - 60회 기념 대회로서 전국 각 도도부현(홋카이도, 도쿄는 2대표) 대표의 49개 학교로 개최, 이 대회로부터 제88회(2006년)까지 첫 경기에서 동서 대결이 되었다.
- 1979년(제61회 대회) - 이 대회에서 정식으로 현행의 49대표제로 개최, 와카야마 현립 미노시마 고등학교가 공립 고등학교 중에서는 유일하게 봄과 여름의 연패를 달성했다. 시가현 대표인 히에이잔 고등학교가 승리한 것을 마지막으로 시가 현이 사라진다.
- 1987년(제69회 대회) - PL 가쿠인 고등학교가 봄과 여름 대회에서 연패를 달성했다.
- 1991년(제73회 대회) - 구장 외야 후방의 좌·우익에 설치된 럭키 존이 이 대회를 마지막으로 철거되었다.
- 1992년(제74회 대회) - 고치 현 대표인 메이토쿠기주쿠 고등학교가 이시카와 현의 대표인 세이료 고등학교의 당시 소속 선수인 마쓰이 히데키에게 5타석 연속 고의사구를 해서 물의를 빚었다.
- 1996년(제78회 대회) - 에히메 현립 마쓰야마 상업고등학교가 우승하면서 봄과 여름을 통해 ‘다이쇼’, ‘쇼와’, ‘헤이세이’의 3시대 연속 우승을 달성했다.
- 1997년(제79회 대회) - 이 대회에서 개회식 및 폐회식의 사회자로 선정된 현역 고교생의 남녀 각 1명 씩이 된다.
- 1998년(제80회 대회) - 80회 기념 대회로서 사이타마, 지바, 가나가와, 아이치, 오사카, 효고의 각 지구를 2개 지구로 분할해 55개 대표 학교로 실시, 요코하마 고등학교가 봄과 여름에 연패를 달성했다. 마쓰자카 다이스케가 59년 만에 결승전에서 노히트 노런을 달성했다.
- 2001년(제83회 대회) - 본 대회부터 연장전의 규정을 ‘15회 무승부 재경기제’로 변경했다.
- 2003년(제85회 대회) - 준준결승을 선수들의 건강 부담을 이유로 ‘1일 2경기씩, 2일간의 일정’으로 개최, 다만 우천 순연 경기가 3일 계속되어 예정을 변경해 종래대로의 ‘1일 4경기’로 개최되었다.
- 2004년(제86회 대회) - 남 홋카이도 대표인 고마자와 대학 부속 도마코마이 고등학교가 홋카이도 대표로서는 처음으로 우승을 거머쥐었다.
- 2005년(제87회 대회) - 메이토쿠기주쿠 고등학교가 발각된 불상사를 이유로 출전을 사퇴해 고치 고등학교가 대체 출전, 고마자와 대학 부속 도마코마이 고등학교가 사상 6번째로 2연패를 달성.
- 2006년(제88회 대회) - 고마자와 대학 부속 도마코마이 고등학교 vs 와세다 실업고등학교의 경기가 대회 사상 2번째(연장 15회 무승부 재경기 제도가 시행되고 나서는 처음)의 결승전 무승부 재경기가 됨. 다음날의 재경기는 와세다 실업학교가 승리해 우승을 했다. 야마가타 대표(니혼 대학 야마가타 고등학교)의 8강 진출에 의해 47개 도도부현의 대표 학교 모두가 8강 이상을 기록함.
- 2007년(제89회 대회) - 제60회(1978년) 이후 정착된 편성 추첨에 있어서의 동서 대결 방식을 폐지했다. 또, 선발 고등학교 야구 대회와 같이 다크서클이 추가되었다.
- 2008년(제90회 대회) - 90회 기념 대회로서는 제80회(1998년)와 동일하게 사이타마, 지바, 가나가와, 아이치, 오사카, 효고의 각 지구를 2개 지구로 분할해 사상 최다 타이인 55개의 대표 학교로 실시했다. 같은 해에 개최된 베이징 올림픽의 개최 기간과 겹쳤기 때문에 개회 날짜가 대회 사상 가장 빠른 8월 2일에 개최되었다. 스케줄의 형편상 추첨회는 생략되어 지방 대표 결정전 종료 후에 편성 추첨을 했다.
- 2010년(제92회 대회) - 그 해부터 선발 고등학교 야구 대회를 주최하는 마이니치 신문이 후원하게 된다(고시엔의 전국 대회에만, 덧붙여 2010년부터의 선발 고등학교 대회에는 아사히 신문이 후원사로서 참여한다). 오키나와 현 대표로 출전한 고난 고등학교가 봄 대회와 여름 대회 연패를 달성하는 6번째 학교가 된다.
- 2011년(제93회 대회) - 3월 11일에 발생한 동일본 대지진과 후쿠시마 제1 원자력 발전소 사고 등의 영향으로 경기 개시의 시간 등이 재검토되었다.
- 2012년(제94회 대회) - 전년도에 발생한 동일본 대지진이나 후쿠시마 제1 원자력 발전소 사고 등의 영향으로 2년 연속 경기 개시의 시간 등이 재검토되었다. 또한 대회 최초로 봄과 여름 대회의 결승전에서 똑같은 대전이 이루어졌다. 결과는 오사카 대표인 오사카 토인 고등학교의 승리로, 사상 7번째로 봄 대회와 여름 대회 연패를 달성한 학교가 되었다.
- 2013년(제95회 대회) - 본 대회부터 준준결승을 1일 4경기로 실시해 준준결승과 준결승 도중에 휴식 시간을 갖는다. 또한 추첨 방식이 전 경기 추첨으로 변경되었다.
- 2020년(제102회 대회) - 코로나19 범유행 여파로 취소되었다.

## 제1 경기의 기본적인 경기 시작 시간
- 4경기 개최 일에는 8:30[13]
- 3경기 개최 일에는 9:30[14]
- 2경기 개최 일(주로 준준결승, 준결승)에는 11:00
- 1경기 개최 일(주로 결승)에는 12:30이나 13:00

2경기 이상 개최하는 경우 ‘경기 시간은 2시간, 그 후의 마운드 정비와 다음 경기 연습에 30분’이라고 상정되어 신문의 편성 발표에서는 4경기 일의 경우 “(1)8:30, (2)11:00, (3)13:30, (4)16:00”라고 각각 소개되고 있지만 어디까지나 기준이며 실제로는 전의 경기 종료로부터 30분 후에 다음 일정을 실시한다.

### 2011년(제93회 대회)의 경우
2011년(제93회 대회)은 3월 11일에 발생한 동일본 대지진이나 후쿠시마 제1 원자력 발전소 사고, 계획 정전 등의 여파로 경기 시작 시간에 대해서는 재검토되었다. 개회식의 9시 시작은 종전과 마찬가지지만 대회 2일째 이후의 1 ~ 3차전, 준준결승과 준결승의 경기 시작 시간을 8시로 변경했다. 결승전은 경기 시작 시간을 9시 30분으로 변경, 여름에 열리는 선수권 대회에서 오전 중에 결승전을 실시하는 것은 대회 역사상 최초가 되었다.

## 각종 기록
2019년 현재 다음과 같은 도도부현에서 한 번도 결승전에 진출한 적이 없다,
- 이와테 현
- 야마가타 현
- 야마나시 현
- 도야마 현
- 후쿠이 현
- 돗토리 현
- 시마네 현
- 나가사키 현

## 대회에 있어서의 문제점
- 서스펜디드 게임을 도입하지 않은 것과 구장이 돔구장은 아닌 것, 그리고 대량의 득점 차이가 난 경기에도 우천 등에 의한 천재지변으로 노 게임이 되어 전날의 경기로 리드되고 있던 고등학교가 다음 날의 경기에서 승리하는 현상이 자주 일어나고 있어 이것을 불만시 하는 소리도 많다.

1. 제85회(2003년)·고마자와 대학 부속 도마코마이 고등학교 vs 오카야마 현립 구라시키 공업고등학교 전 : 고마자와 대학 부속 도마코마이 고등학교가 8대 0으로 대량 앞서면서 4회 도중 우천으로 인한 노 게임이 선언되었다. 다음 날의 재경기에서는 구라시키 공업고등학교가 5대 2로 승리했다.
2. 제91회(2009년)·조스이칸 고등학교 vs 고치 고등학교 전 : 조스이칸 고등학교가 2대 0, 6대 5로 2경기 모두 근소한 점수차로 리드하면서 대회 사상 최초로 2일 연속 우천으로 인한 노 게임이 선언되었다. 재경기에서는 고치 고등학교가 9대 3으로 승리했다.

- 준준결승 후에 가진 재추첨에서는 인터벌 기간에 큰 차이가 생기는 일도 있다. 이것에 의문을 느끼는 팬들 사이에서 “준준결승 후의 추첨은 폐지해야 한다”라는 주장도 나오고 있다.

## 텔레비전·라디오 중계
전국 고등학교 야구 선수권 지방 대회내의 각 도도부현의 항목이나, 중계를 실시하는 각 방송국의 항목도 참조.

### NHK에서의 중계
- 제36회(1954년)부터 NHK(일본방송협회)가 텔레비전 중계를 시작했다. 제56회(1974년)까지는 종합 TV 만으로 18:00까지 중계하고 있었지만[17] 제56회에서는 준준결승전인 도카이 대학 부속 사가미 고등학교 대 가고시마 실업고등학교와의 경기가 연장전에 돌입, 방송 시간을 연장했지만 18:55분에 일기 예보를 방송하기 위해 TV 중계를 종료했다(가고시마 지구만 18:59까지 연장). 그 직후에는 NHK에 대한 시청자들로부터 중계 중단에 대한 항의가 쇄도해 일기 예보와 거기에 계속되는 ‘7시의 뉴스’가 끝난 뒤에 중계를 재개했다.
  - 이에 따라 NHK는 다음 해인 제57회(1975년)부터 현재와 같이 종합 TV와 교육 TV의 릴레이 방식으로 완전 생중계를 실시하게 되었다.[18] 다만 제80회 대회에서는 편성의 형편상 일부 일정에 있어 오전 중의 교육 TV에의 릴레이를 할 시에 15분 간의 중단이 존재했다.[19] 지상 디지털 방송에서와 같이 릴레이 방식을 취하기 위해 멀티 편성은 실시하지 않지만, 이벤트 릴레이 기능을 이용해 릴레이를 할 시의 안내를 실시하고 있다.
- 현재는 전 경기 아나운서·해설자의 2인 체제이지만 1998년까지는 첫 경기에서 양 학교 관계자를 게스트로 불러 4인 체제로 중계를 실시하던 시기도 있었다.
- 위성 제2 TV에서는 개회식, 준준결승, 준결승, 결승·폐회식만 방송하고 있다.[20]
- 해외 지사의 NHK 월드 프리미엄(준결승, 결승·폐회식[21])
- 디지털 종합 텔레비전과 디지털 교육 TV에서는 하이비전 영상으로 방송되지만 아날로그 종합 TV·아날로그 교육 TV·위성 제2 TV(아날로그·디지털)와 NHK 월드 프리미엄으로는 4:3의 영상으로 방송된다.[22]

#### 기본적인 방송 시간대(4경기일의 경우, 2010년 기준)
종합 TV(매시 00분에 뉴스의 삽입이 있어 10시와 15시에는 기상 정보도 방송)
평일 8:15 ~ 11:54, 13:05 ~ 18:00
토요일 9:00 ~ 11:54, 13:50 ~ 18:00
일요일 8:35 ~ 9:00, 10:05 ~ 11:54, 13:05 ~ 18:00
교육 TV
평일 11:54 ~ 13:05, 18:00 ~ 최종 경기 종료까지
토요일 8:35 ~ 9:00, 11:54 ~ 13:50, 18:00 ~ 최종 경기 종료까지
일요일 9:00 ~ 10:05, 11:54 ~ 13:05, 18:00 ~ 최종 경기 종료까지
- 기본적인 방송 시간이며, 지방 방송국에 따라서는 방송 시간이 확대되는 경우가 있다.
- 제92회(2010년)는 평일이 제1 경기의 시작 전부터 토·일요일이 제1 경기의 시작 예정 시각보다 늦어 방송 개시가 된다. 2009년까지는8:30분에 뉴스를 방송하고 있었지만 방송 시간 변경에 의해 9시에 뉴스를 삽입하게 되었다.
- 제93회(2011년)는 경기 시작 시간이 앞당기면서 토요일과 일요일이 8:00(토요일은 교육 TV, 일요일은 종합 TV)에 시작되었다. 그 때문에 평일이 제1 경기의 시작이 예정된 시각보다 늦어지면서 방송이 개시되는 경우가 있다.

라디오제1방송
평일 8:25 ~ 11:50, 12:20 ~ 최종 경기 종료까지
토요일·일요일 8:25 ~ 11:55, 12:15 ~ 최종 경기 종료까지
- 18:50분 이후에도 경기가 계속되는 경우에는 18:50분보다 19:30분까지 뉴스·교통 정보·기상 정보이기 때문에 중단되었고[24] 19:30분 이후에도 경기가 계속되고 있는 경우에는 19:30분보다 중계를 재개하고 경기 종료까지 중계한다.
- 현지 학교가 관계되는 지역 전용으로 오전에는 12:00까지, 오후에는 19:00까지 중계를 연장하는 경우가 있어 해당 지역은 교통 정보·기상 정보를 FM 방송만으로 중계한다.
- 매시각 00분의 시보 후 뉴스 삽입 있어(삽입 타이밍은 종합 TV와 거의 같음) 그 외에도 전국의 고속도로 정보도 수시로 삽입하는 경우가 있다.

제90회(2008년)까지는 NHK 월드 라디오 일본에서도 결승·폐회식만 라디오 제1 방송으로 동시 방송을 실시하고 있었다. 현재는 텔레비전과 동일하게 아나운서와 해설자만 2명이서 방송하고 있지만 제67회(1985년) 이전에는 결승전을 제외한 아나운서가 단독으로 실황 중계를 하고 있었다.

#### 지방 대회의 중계
종합 TV에서는 각 지방 대회의 결승전(일부 지역에서는 준준결승·준결승도 포함한다)을 방송하고 있다. 특수한 예는 아래와 같다.
- 간토·주쿄·긴키 광역권에서는 종합 TV·교육 TV로 지역을 분담해 결승전을 중계하고 있다. 같은 날에 열리는 결승전이 많은 경우 일부 경기는 녹화 중계가 된다.
- 홋카이도 내에서는 남 홋카이도 대회·북 홋카이도 대회를 준결승으로부터 생중계, 양 대회에도 준결승·결승전은 원칙 전도 방송을 하지만 같은 날과 겹쳐졌을 경우에는 로컬 방송이 되어 삿포로·하코다테·무로란 방송국에서는 남 대회를, 아사히카와·오비히로·구시로·기타미 방송국에서는 북 대회를 중계한다. 또한 아사히카와·오비히로·구시로·기타미 방송국에서는 남 대회, 삿포로·하코다테·무로란 방송국에서는 북 대회의 경기 속보도 수시로 전하고 있다.

라디오에서는 각 지의 지방 대회도 생중계하고 있다.
- 많은 지역에서는 원칙적으로 결승전을 하는 구장에서의 경기가 중계되면서 그 외의 구장에서는 수시로 경기 결과와 속보를 전하고 있다.
- 간토 지구에서는 동·서 도쿄 대회를 라디오 제1 방송으로 결승전에서만, 그 외에는 FM방송으로 준결승전과 결승전을 방송한다.
- 국제 방송 NHK 월드 라디오 일본 및 NHK 넷 라디오 라지루★라지루에서는 지방 대회의 중계(봄·가을도 포함한다)를 일절 행하지 않고, 중계가 없는 타 지역과 같이 통상 프로그램을 방송하고 있다.

## 여름의 고교 야구 역사에 남는 경기
오랜 역사를 가진 대회이기 때문에 "역사에 남는다"고 말하는 경기가 많은데, 다음은 그 예이다.
- 주쿄 상업 대 아카시 중 연장 25회(1933년)
- 오구라 중 대 기후 상업 사상 최단 경기(1947년)
- 우오즈 대 도쿠시마 상업 연장 18회 무승부 재경기(1958년)
- 가케가와니시 대 야스시로히가시 연장 18회 무승부 재경기(1964년)
- 미사와 대 마쓰야마 상업 결승전 연장 18회 무승부 재경기(1969년)
- 다카마쓰 상업 대 센다이 이쿠에이 연장 17회(1978년)
- 역전의 PL(1978년)
- 미노시마 대 세이료 연장 18회(1979년)
- 마쓰쇼가쿠엔 대 욧카이치 공업 연장 16회(1991년)
- 메이토쿠기주쿠 대 세이료 마쓰이 히데키 5타석 연속 경원(1992년)
- 마쓰야마 상업 대 구마모토 공업 기적의 백홈(1996년)
- 도요타 오타니 대 우베 상업 연장 15회 끝내기 보크(1998년)
- PL가쿠엔 대 요코하마 연장 18회(1998년)
- 메이토쿠기주쿠 대 요코하마 6점차의 역전 경기(1998년)
- 지벤가쿠인 와카야마 대 데이쿄 9회 초의 대역전 경기(2006년)
- 고마오 도마코마이 대 와세다 실업의 결승전 연장 15회 무승부 재경기(2006년)
- 우치야마다 상업 대 사가기타 연장 15회 무승부 재경기(2007년)
- 니혼 문리 대 주쿄 대학 주쿄 결승전(2009년)

## 같이 보기
- 선발 고등학교 야구 대회